# Kopiec Moczydłowski
Kopiec Moczydłowski, także Górka Moczydłowska – sztucznie usypane wzniesienie, znajdujące się w parku Moczydło przy ulicy Czorsztyńskiej i Prymasa Tysiąclecia w warszawskiej dzielnicy Wola.

## Historia
Kopiec został usypany po II wojnie światowej z przywożonego tam gruzu pochodzącego ze zniszczonych warszawskich budynków. Był jednym z czterech tego typu miejsc na terenie miasta (pozostałe to: Kopiec Powstania Warszawskiego, Górka Szczęśliwicka oraz nieistniejący kopiec u wylotu ul. Krasińskiego).
Na przełomie lat 60. i 70. zdecydowano się zapuszczony teren przekształcić w park. Górę gruzu obsypano ziemią, a na jej zboczu zamontowano wyciąg narciarski, który istniał do połowy lat 80. Później został on zdemontowany, a dawna wypożyczalnia nart mieści kawiarnię. 
Górka jest miejscem wypoczynku i rekreacji, m.in. zimą stokiem narciarskim i saneczkowym. Kopiec jest również punktem widokowym, z którego rozpościera się widok na Warszawę.

## Dane
- wysokość względna: 20 m (130,5 m n.p.m.)[1]